# Schwannoma
Un schwannoma o neurilemmoma és un tumor de la beina del nervi generalment benigne compost de cèl·lules de Schwann, que normalment produeixen la beina de mielina (l'aïllant que cobreix els nervis perifèrics).

## Visió general
Els schwannomes tenen un creixement relativament lent. Per raons que encara no s'entenen, els schwannomes són majoritàriament benignes i menys de l'1% es fan malignes, degenerant en una forma de càncer coneguda com a neurofibrosarcoma. Aquestes masses es contenen generalment dins d'una càpsula, de manera que l'extirpació quirúrgica no és complicada.
Els schwannomes poden associar-se a neurofibromatosi tipus II, que pot ser deguda a una mutació de pèrdua de funció a la proteïna merlí. Tenen una S-100 universalment positiva, que és un marcador per a les cèl·lules d'origen cel·lular de la cresta neural.
Els schwannomes del cap i del coll són una incidència força comuna i es poden trobar de manera incidental en un 3-4% dels pacients en l'autòpsia. El més comú és un schwannoma vestibular, un tumor del nervi vestibulococlear que pot provocar tinnitus i pèrdua d'audició al costat afectat. Fora dels nervis cranials, es poden presentar schwannomes a les superfícies flexores de les extremitats. A la literatura s'han documentat casos rars d'aquests tumors al penis.